# Bekken van de Kempen

tektonische kaart van Vlaanderen en Zuid-Nederland

Het Bekken van de Kempen, ook gekend als Kempens Bekken of Kempisch Bekken, is een geologisch bekken in het noordoosten van Vlaanderen. Het Bekken van de Kempen kan beschouwd worden als de overgangszone tussen het uiterst stabiele Massief van Brabant en de tektonisch actieve zakkingszones van de Nederrijnslenk, met daarin de Roerdalslenk en het West-Nederlands Bekken.

## Geologie
Het bekken kende tussen het Laat-Siluur en het Krijt een duidelijk andere geologische geschiedenis dan de rest van Vlaanderen. Het wegzakkende bekken zorgde voor afzetting van kilometers dikke pakketten kalk(zand)steen. Hierin kwamen ook steenkoollagen voor, die met name in Limburg werden ontgonnen. 
Tijdens en na het Krijt onderging het Bekken van de Kempen een aan de rest van Vlaanderen gelijkende geologische geschiedenis, al waren de afgezette pakketten vaak dikker dan elders, zij het niet meer in de extreme mate van voorheen.
Het oostelijk deel van het bekken, gelegen ten oosten van de Breuk van Rauw en gekend als het Kempen Blok, kwam tijdens het Tertiair in de invloedssfeer van de Roerdalslenk te liggen en vormt daarmee sindsdien een geologisch overgangsgebied.